# Spencer Coelho
Spencer Coelho (* 11. Juni 1947 in Araxá, Minas Gerais), oft auch nur als Spencer bezeichnet, ist ein ehemaliger brasilianischer Fußballspieler, der vorwiegend im Mittelfeld agierte.

## Laufbahn
Spencer begann seine aktive Laufbahn bei Cruzeiro Belo Horizonte und wechselte Anfang 1971 ausgerechnet zum Stadtrivalen Atlético Mineiro, mit dem er die im selben Jahr erstmals offiziell ausgetragene brasilianische Fußballmeisterschaft gewann.
Mitte der 1970er Jahre wurde er vom mexikanischen Club Universidad Nacional verpflichtet, mit dem er in der Saison 1976/77 auch die mexikanische Fußballmeisterschaft gewann. Anschließend spielte er noch für die mexikanischen Vereine Tecos UAG, Atlante und Deportivo Toluca.
Heute arbeitet Spencer Coelho als Talentscout für den América FC, den dritten bedeutenden Verein aus Belo Horizonte.

## Erfolge
- Brasilianischer Meister: 1971
- Mexikanischer Meister: 1977